# Winston-Salem
Winston-Salem é uma cidade localizada no estado americano da Carolina do Norte, no condado de Forsyth. Salem foi fundada em 1766 enquanto Winston foi fundada em 1849. A incorporação das duas localidades ocorreu em 1913.
A cidade sedia um dos importantes torneios ATP World Tour 250, da Associação dos Tenistas Profissionais, jogado em quadras de piso duro na Wake Forest University.

## Geografia
De acordo com o United States Census Bureau, a cidade tem uma área de 346,6 km², dos quais 343,5 km² estão cobertos por terra e 3,1 km² por água.

## Demografia
Segundo o censo nacional de 2010, a sua população é de 229 617 habitantes e sua densidade populacional é de 662,5 hab/km². É a quarta cidade mais populosa da Carolina do Norte. Possui 103 974 residências, que resulta em uma densidade de 303,1 residências/km².

## Marcos históricos
A relação a seguir lista as 85 entradas do Registro Nacional de Lugares Históricos em Winston-Salem. O primeiro marco foi designado em 15 de outubro de 1966 e o mais recente em 5 de novembro de 2020. Aqueles marcados com ‡ também são um Marco Histórico Nacional.
- A. Robinson Building
- Adam Spach Rock House Site
- Agnew Hunter Bahnson House
- Ardmore Historic District
- Arista Cotton Mill Complex
- Atkins High School (former)
- Bethabara Historic District‡
- Bethabara Moravian Church
- Bethania Historic District‡
- Brickenstein-Leinbach House
- Bunyan S. and Edith W. Womble House
- Centerville Historic District
- Chatham Manufacturing Company-Western Electric Company
- Christian Thomas Shultz House
- Cicero Francis Lowe House
- Col. Jacob Lott Ludlow House
- Conrad-Starbuck House
- Craver Apartment Building
- Downtown North Historic District
- Evergreen Farm
- Forsyth County Courthouse
- George Black House and Brickyard
- Gilmer Building
- Goler Memorial African Methodist Episcopal Zion Church
- Goler Metropolitan AME Zion Church
- Graylyn
- H. D. Poindexter Houses
- Hanes Hosiery Mill-Ivy Avenue Plant
- Holly Avenue Historic District
- Hoots Milling Company Roller Mill
- Hylehurst
- Indera Mills
- J. S. Hill House
- J. W. Paisley House
- James B. and Diana M. Dyer House
- James Mitchell Rogers House
- John Wesley Snyder House
- Joseph Franklin Bland House
- Lloyd Presbyterian Church
- Mars Hill Baptist Church
- Middleton House
- Nissen Building
- North Cherry Street Historic District
- Oak Crest Historic District
- Oak Grove School
- O'Hanlon Building
- Old German Baptist Brethern Church
- Old Salem Historic District‡
- P.H. Hanes Knitting Company
- Pepper Building
- R.J. Reynolds Tobacco Company Buildings 2-1 and 2-2
- Reynolda Historic District
- Reynolds Building
- Reynoldstown Historic District
- Richard J. Reynolds High School and Richard J. Reynolds Memorial Auditorium
- Robert M. Hanes House
- S. G. Atkins House
- S.J. Nissen Building
- Salem Tavern‡
- Salem Town Hall
- Shamrock Mills
- Shell Service Station
- Single Brothers' House‡
- Single Brothers Industrial Complex Site
- Sosnik-Morris-Early Commercial Block
- South Trade Street Houses
- Spruce Street YMCA
- St. Paul’s Episcopal Church
- St. Philip's Moravian Church
- Sunnyside-Central Terrace Historic District
- Thurmond and Lucy Chatham House
- Union Station (Winston-Salem, Carolina do Norte)|Union Station
- W. F. Smith and Sons Leaf House and Brown Brothers Company Building
- W.C. Brown Apartment Building
- Wachovia Building
- Washington Park Historc District
- Washovia Bank and Trust Company Building
- Waughtown-Belview Historic District
- West End Historic District
- West Salem Historic District
- William Allen Blair House
- Winston-Salem City Hall
- Winston-Salem Southbound Railway Freight Warehouse and Office
- Winston-Salem Tobacco Historic District
- Zevely House